# Teofanija
Teofanija (starogrško (ἡ) θεοφάνεια, latinizirano: theophaneia, dob. 'pojav boga') je razodetje božanstva na zemlji. Zgodi se nepričakovano ali z molitvijo. Včasih se božanstvo pokaže neposredno, včasih posredno v raznih oblikah.
Ta izraz se je uporabljal za označevanje pojavov bogov v starogrški in bližnjevzhodni religiji. Medtem ko je Iliada najstarejši vir opisov teofanije v klasični tradiciji / dobi (in se pojavljajo v vsej grški mitologiji), je verjetno najzgodnejši opis teofanije v Epu o Gilgamešu. 

## Teofanija v starogrški tradiciji
Prikaz Zevsa Semeli je več kot smrten, ko jo plameni njegove moči zažgejo do smrti.  Vendar je bila večina grških teofanij manj smrtno nevarna. Nenavadna za grško mitologijo je zgodba o Prometeju, ne olimpijcu, ampak Titanu, ki je človeštvu prinesel znanje o ognju. Ni opisov ljudi, vpletenih v to teofanijo, toda Prometeja je Zevs hudo kaznoval.

## Judovsko-krščanska tradicija
Nova katoliška enciklopedija je navedla primere, kot sta Gen 3,8 in nadaljnji Gen 16,7-14.  To je prvotno angel, ki se prikaže Hagari. V nadaljevanju pa je rečeno, da ji je Bog govoril neposredno, da je videla in izkusila Boga (1 Mz 16,13). Drug primer je 1 Mz 22,11-15, upodobitev Gospodovega angela (ne samega Boga), ki govori z Abrahamom. Kljub temu pa angel v predstavitvi uporablja božje besede v prvi osebi (1 Mz 22,12). Čeprav se angeli pojavljajo v obeh primerih, Bog govori skozi njih. S tem postanejo manifestacija Boga. Primerjaj Mojzesa in goreč grm. Prvotno je Mojzes videl angela v grmu, vendar je govoril neposredno z Bogom (2 Mz 3).
Po evangelijih in krščanski tradiciji je Jezus Kristus viden kot utelešeni Božji Sin (Jn 1,14). Vendar pa Nova katoliška enciklopedija navaja nekatere teofanije v evangelijih, kot sta Mr 1,9-11 in Lk 9,28-36, ki pripovedujeta o krstu in preobrazbi Jezusa Kristusa. Čeprav so njegovi učenci v svojem življenju smatrali Jezusa Kristusa za Božjo manifestacijo, bi o teofaniji govorili le, če bi se pokazal njegov božanski sijaj in moč in ne, kot jo imajo evangeliji, njegova človečnost bi bila zakrita. Tradicionalne analize teh odlomkov so krščanske znanstvenike pripeljale do stališča, da so teofanije jasen Božja prikaz človeku in kažejo, da se ljudje nedvoumno zavedajo Božje prisotnosti.

## Pravoslavno krščanstvo
Praznik Teofanije se praznuje v pravoslavni cerkvi 6. januarja, še posebej v zvezi s Kristusovim krstom v Jordanu. Na ta dan poteka Velik blagoslov svete vode, vendar ne, kot že ime pove, predvsem vode, temveč je skozi vodo blagoslovljeno celotno stvarstvo.
Škof Evzebij Cezarejski, ki je živel v 4. stoletju, je napisal knjigo z naslovom Teofanija, ki se nanaša na Kristusovo inkarnacijo.

## Teofanija v drugih verah
Ker je hinduizem pogosto razumljen kot politeistični ali panteistični, ima tukaj teofanija drugačen pomen kot v judovstvu ali krščanstvu. Najbolj znana teofanija v vzhodnih tradicijah je v Bhagavad Giti, delu Mahabharate. V Gitiju slavni bojevnik Arjuna Krišna prosi za razkritje svoje prave oblike, potem ko je Arjuna iz Krišne dobil več učnih lekcij na bojišču Kurukšetra. Apel k razodetju kaže, da je Krišna nad smrtnim. V glavnem delu XI poglavja se Krišna strinja in Arjuni daje duhovno vizijo, ki mu omogoča, da vidi Krišno v resnični, grozljivi in osupljivi obliki. To teorijo je Robert Oppenheimer citiral kot priče prvega preizkusa atomske bombe: »Zdaj postajam smrt, uničevalec svetov« ("Now I am become Death, the destroyer of worlds"). Odlomek, ki ga je Oppenheimer napačno prevedel, v izvirnem prevodu pomeni: »Čas, ki je uničil ves svet, se zdi, da odvzema ljudi« (Bhagavad Gita, poglavje 11/32

## Trivialnost
Nedavno je pisatelj znanstvene fantastike Philip K. Dick poročal o živi teofaniji gnostične narave 3. februarja 1974, ki je kasneje postala osnova za njegove pol-biografske knjige Valis (1981) in Radio Free Albemuth (1985).